# (523644) 2010 VX11
(523644) 2010 VX11 est un objet transneptunien classé comme plutino.

## Caractéristiques
(523644) 2010 VX11 mesure environ 242 km de diamètre.